# Франко Грилини
Франко Грилини (Пјаноро, 14. март 1955) италијански је политичар и најзаступљенији активиста за права ЛГБТ особа у Италији.

## Каријера
Рођен је у Пјанору, Болоња. Током седамдесетих година 20. века, учествовао је у студентским политичким покретима. Похађао је Универзитет у Болоњи, где је дипломирао 1979. године на одсеку за образовање, и након тога је постао психолог, психотерапеут и новинар. Аутовао се са 27 година, док је био у вези са својом вереницом.
Грилини је почео да се бави политиком седамдесетих година при Странци пролетерског јединства, 1985. године се кандидовао као представник Комунистичке партије у провинцији Болоња. Од 1991. до 2001. године је био члан Националног већа за борбу против сиде, при Министарству здравља Републике Италије. По први пут је изабран у Савет провинције Болоња 1990. године, а реизабран је 1995. и 1999. Током 1999. је изабран за председника Комисије за права и једнаке могућности хомосексуалних особа, при Министарству за једнаке могућности. Након распада Комунистичке партије, придружио се Демократској партији Левице. По први пут је у италијански Парламент изабран 2001. године, а затим 2006. реизабран. Током 2007. године је одбио да се прикључи Демократској странци, те је напустио своју странку и постао члан покрета Демократска Левица.
Међу законским актима које је Грилини поднео, налази се и Закон о грађанској заједници, сличан француском PACS Пакту о солидарности, као и додавање појмова „сексуална оријентација и родни идентитет” у антидискриминаторни члан Устава Италије.
Дана 28. јуна 1982, Грилини је постао један од оснивача прве ЛГБТ групе коју финансира држава, Circolo Omosessuale Ventotto Giugno, у Болоњи. Ова група ће 1985. године постати национална група „Arcigay”, једна од водећих ЛГБТ организација у Италији. Грилини је обављао функцију секретара две године, након чега је постао председник организације 1987. Наредне године је сазвао ванредну седницу организације у циљу потврде присуства лезбијки унутар организације. Од 1998, Грилини је почасни председник Аркигеја.
Франко Грилини је 1987. основао организацију  (Италијанска лига за борбу против сиде), а 1997. организацију  (Италијанска лига нове породице) чији је циљ промовисање законске регулативе за правно признавање хомосексуалних и хетеросексуалних бракова, као и NOI Италијанске геј вести, прве италијанске геј новинске агенције 29. маја 1998, чији је уредник и даље.